# نيكولاس كلاك
نيكولاس كلاك (بالإنجليزية: Nicholas Barry Menzies Clack) هو مجدف بريطاني، ولد في 17 أغسطس 1930 في ويتني ‏ في المملكة المتحدة.

## وصلات خارجية
- نيكولاس كلاك على موقع الاتحاد الدولي للتجديف (الإنجليزية)
- نيكولاس كلاك على موقع اللجنة الأولمبية الدولية (الإنجليزية)
- نيكولاس كلاك على موقع أوليمبيديا (الإنجليزية)
- نيكولاس كلاك على موقع اللجنة الأولمبية البريطانية (الإنجليزية)